# 3 Italia
H3G S.p.A. (à l'origine Andala 3G S.p.A.), plus connue sous le nom de 3 Italia (Tre Italia), était une société italienne de télécommunications du groupe CK Hutchison Holdings Limited (anciennement Hutchison Whampoa Limited), qui proposait des services de téléphonie mobile.
Fondée en novembre 1999 par Tiscali, Franco Bernabè et Sanpaolo IMI, elle passe en 2000 sous le contrôle de Hutchison Whampoa, prenant ainsi son nom actuel.
Il s'agit du premier opérateur mobile italien à lancer la 3G (UMTS).
Le 31 décembre 2016, la fusion entre 3 Italia et Wind dans Wind Tre a été finalisée. Ce projet de fusion, mené par CK Hutchison Holdings et VimpelCom, prévoyait la création d'une coentreprise à parts égales pour combiner les services de téléphonie en Italie,. Cependant, la marque 3 Italia est restée active jusqu'au 16 mars 2020, date à laquelle elle a été remplacée par la marque unique Wind Tre.
3 Italia, avant la fusion avec Wind, était le quatrième opérateur de téléphonie mobile en Italie en nombre d'abonnés (11 % du marché au 31 décembre 2016) après TIM, Vodafone et Wind.

## Histoire
En novembre 1999, Tiscali, Franco Bernabè et Sanpaolo IMI fondent Andala, qui remporte en 2000 l'appel d'offres pour les licences UMTS. La même année, Hutchison Whampoa devient l'actionnaire majoritaire et Andala est rebaptisée H3G.
En 2002, la société a signé un accord d'itinérance nationale (GSM/GPRS) avec TIM.
Le 3 mars 2003, la marque 3 est née officiellement, et donc aussi 3 Italia, avec ses services commerciaux et une couverture de 59% de la population, clôturant l'année avec 330 000 clients.
En 2004, 3 réseaux UMTS TV ont été lancés et la couverture 3G a atteint 75 % de la population. La même année, elle a introduit la carte UMTS et a atteint trois millions de clients.
Le 17 juillet 2007, en présence du Ministre des Communications Paolo Gentiloni, 3 Italia a présenté la technologie HSUPA.
En octobre 2007, elle lance une alliance avec Skype avec le 3 Skypephone, un visiophone qui permet à 3 clients d'utiliser Skype gratuitement.
En juin 2008, 3 Italia chaînes DVB-H sont devenues gratuites.
Fin mai 2009, 3 Italia a annoncé son intention de développer le haut débit en Italie,.
Au 29 mars 2010, 3 Italia comptait 9,007 millions de clients.
Le 8 avril 2010, 3 Italia a lancé l'initiative Grande Cinema 3, qui offrait à ses meilleurs clients l'entrée gratuite dans les cinémas participants. La3 débarque sur Sky et devient une chaîne thématique dédiée aux jeux téléphoniques.
Le 5 novembre 2012, 3 Italia a lancé ses services LTE à Acuto et à partir du 31 janvier 2013 dans les villes de Rome et Milan.
Depuis mai 2015, 3 Italia propose une connectivité LTE sans frais supplémentaires aux clients abonnés.
Depuis juin 2015, 3 Italia a commencé à se préparer à la technologie 4G+.
Le 6 août 2015, 3 Italia a annoncé un accord de fusion à parts égales avec Wind.
Le 1er septembre 2016, la fusion avec Wind a été approuvée par les autorités européennes.
Le 7 novembre 2016, les actionnaires de 3 Italia et Wind, respectivement CK Hutchison Holdings (anciennement Hutchison Whampoa) et VimpelCom, ont annoncé la finalisation de la transaction pour l'intégration de leurs activités en Italie.
Le 31 décembre 2016, Wind Tre est officiellement né.
Le 23 mai 2017, Wind Business a fusionné avec 3 Business, donnant ainsi naissance à Wind Tre Business, qui regroupe tous les services dédiés aux clients et aux entreprises assujettis à la TVA.
En 2017, 3 Italia a mis fin à ses accords d'itinérance avec TIM pour utiliser le réseau Wind.
La marque 3 Italia est restée active jusqu'au 16 mars 2020, date d'adoption de la marque unique Wind Tre.

## La3

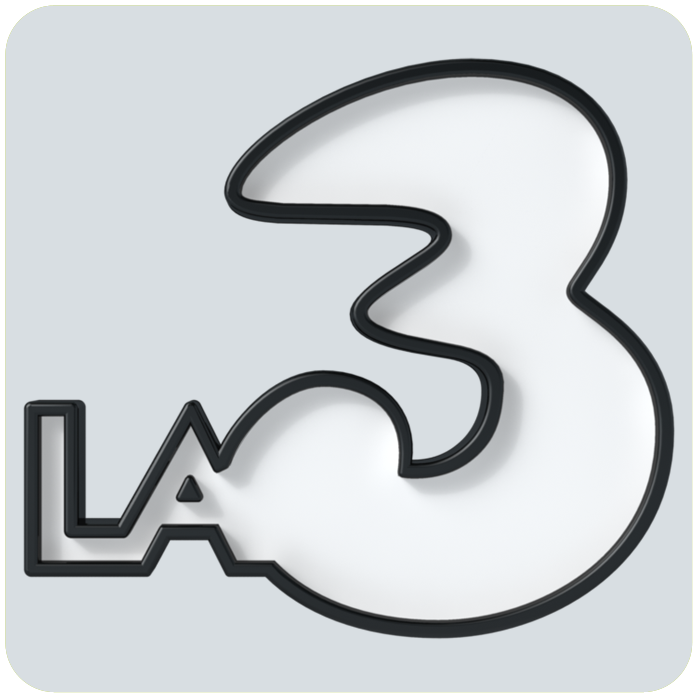
La3

La3 était une chaîne de télévision italienne multiplateforme dirigée par Fabio Rimassa et éditée par 3 Italia.
La programmation était semi-généraliste, caractérisée par la présence d'émissions d'approfondissement et de divertissement.
La télévision compte parmi ses présentateurs les plus connus de divers secteurs comme Peppe Quintale, Justine Mattera, Rudy Smaila, Selvaggia Lucarelli, Andrea Scanzi, Francesca Barra, Giovanni Floris, Paolo Biotti, Lamberto Sposini, Massimo De Luca et Klaus Davi.
Le lancement des chaînes La3 Live et La3 Sport, avec la campagne "Le monde dans votre poche" et le design des deux chaînes est signé Alberto Traverso et Elena Andreoli,.